# Истеривач ђавола 2: Јеретик
Истеривач ђавола 2: Јеретик (енгл. Exorcist II: The Heretic) амерички је хорор филм из 1977. режисера Џона Бурмана са Линдом Блер, Ричардом Бартоном, Луизом Флечер Максом фон Сидуом, Џејмсом Ерлом Џоунсоном, Полом Хенридом и Кити Вин у главним улогама. Филм представља директан наставак филма Истеривач ђавола, али није постигао ни приближан успех у поређењу с оригиналом.
Филм наставља да прати причу о Реган Мекнил, девојчици која је пре 4 година била поседнута, а од ликова из претходног филма враћа се и отац Ланкестер Мерин, који се појављује у многим флешбек сценама.
Поред тога што је један од најомраженијих наставака хорор филмова, филм је добио и веома ниске оцене критичара, па на IMDb-у има оцену 3,7/10, а на Rotten Tomatoes има 19%, а занимљиво је то што ни повратак главних ликова из претходног филма није успео да помогне. О филма сведочи и чињеница да је остварио 15 пута мању зараду од оригинала и поред тога што је имао већи буџет.
13 година касније добио је знатно успешнији наставак под насловом Истеривач ђавола 3: Легија

## Радња
4 године након догађаја из претходног филма, Реган Мекнил живи нормалним животом у Њујорку и не сећа се егзорцизма који је над њом извршио отац Ланкестер Мерин. Ипак, њен психолог, докторка Таскин, не верује да су њена сећања о тим догађајима потпуно избрисана, већ да су само потиснута.
Кардинал шаље оца Филипа Ламона да испита мистериозну смрт оца Мерина у току егзорцизма над Реган Мекнил, у Вашингтону. Отац Ламон ће са докторком Таскин успети да пробуди Реганина сећања и открије да је оца Мерина заправо убио демон, тако што му је јако притиснуо већ ослабљено срце, али ће тиме поново повезати Реган с демоном Пазузуом.

## Улоге
| Глумац          | Улога                |
| --------------- | -------------------- |
| Линда Блер      | Реган Мекнил         |
| Ричард Бартон   | отац Филип Ламон     |
| Луиза Флечер    | др Џин Таскин        |
| Макс фон Сидоу  | отац Ланкестер Мерин |
| Пол Хенрид      | Кардинал             |
| Џејмс Ерл Џоунс | Кокумо               |
| Џој Грин        | млађи Кокумо         |
| Нед Бити        | Едвардс              |
| Белинда Бити    | Лиз                  |
| Барбара Кесон   | гђа Фалор            |
| Кен Ренард      | Абот                 |
| Дејна Плато     | Сандра Фалор         |
| Карен Кнап      | Пазузу               |